# Hardenberg
Hardenberg este o comună și o localitate în provincia Overijssel, Țările de Jos. 

## Localități componente
Ane, Anerveen, Anevelde, Balkbrug, Bergentheim, Brucht, Bruchterveld, Collendoorn, De Krim, Dedemsvaart, Den Velde, Diffelen, Gramsbergen, Heemse, Heemserveen, Holtheme, Holthone, Hoogenweg, Kloosterhaar, Loozen, Lutten, Mariënberg, Radewijk, Rheeze, Rheezerveen, Schuinesloot, Sibculo, Slagharen, Venebrugge.